# Arrabanes
Arrabanes (em latim: Arrabannes) ou Artabanes (em grego: Ἀρταβάνης; romaniz.: Artabánes; em latim: Artabanes) foi um oficial do Reino da Armênia que fugiu para o Império Sassânida e foi acolhido pelo xá Sapor II (r. 309–379). Foi enviado por Sapor para capturar Artogerassa, onde a rainha-mãe Farranzém e seu filho Papa estavam abrigados, mas desertam e ajudaram Papa a fugir.

## Nome
Artabano (Artabanus; Ἁρτάβανος, Artábanos) ou Artabanes (Artabanus; Ἀρταβάνης, Artabanēs) são as formas latina e grega do persa antigo Artabanu (*Arta-bānu), "a glória de Arta". Foi registrado em parta e persa média como Ardavã (em persa médio: 𐭓𐭕𐭐𐭍, Ardawān),, em acadiano como Atarbanus (Atarbanuš), em elamita como Irtabanus (Irtabanuš), em aramaico como Artebenu (‘rtbnw), em lídio como Artabana (Artabãna), em armênio como Artavã (Արտաւան, Artawān) e em persa novo como Ardavã (em persa: اردوان, Ardavan).

## Vida

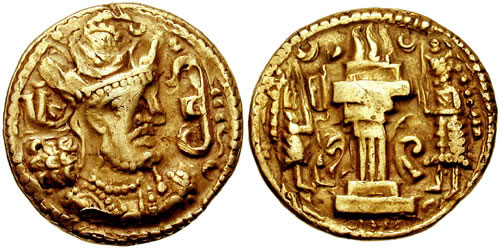
Dinar de r.

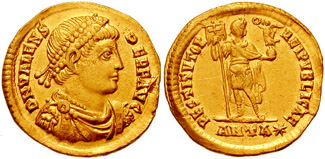
Soldo de Valente r.

Arrabanes era um nobre armênio que em momento incerto foi comandante-em-chefe na Armênia. Ele e Cílaces desertaram ao Império Sassânida e foram acolhidos pelo xá Sapor II (r. 309–379), que em 368 os enviou à Armênia para governar o país e destruir Artogerassa, onde a rainha-mãe Farranzém e o herdeiro Papa estavam se escondendo. Eles não foram capazes de tomá-la dada as condições climáticas e localização da fortaleza, mas convenceram os defensores a deixá-los entrar. Durante os eventos subsequentes, Papa conseguiu fugir ao Império Romano e o imperador Valente (r. 364–378) acolheu-o em Neocesareia, enquanto Cílaces e Arrabanes ajudam os sitiados a derrotar o exército persa.
Eles enviaram emissários a Valente pedindo que os ajudassem e dessem Papa como rei, mas a ajuda não foi prestada e ele foi devolvido junto do general Terêncio para governar o país, mas sem emblemas reais. Ao saber da situação, Sapor reuniu mais tropas e começou a devastar a Armênia. Papa, Cílaces e Arrabanes, temerosos e cientes de que não haveria ajuda romana, procuraram refúgio nas altas montanhas que separavam o Império Romano de Lázica. Permaneceram escondidos por cinco meses em bosques profundos e desfiladeiros de colinas, escapando de várias tentativas de Sapor para encontrá-los.
Sapor, sob pretexto de uma aliança futura, repreendeu Papa através de mensageiros secretos, alegando que era escravo de Cílaces e Arrabanes sob a aparência de poder real. Papa, precipitadamente, matou os dois e enviou suas cabeças para Sapor em Ctesifonte como sinal de submissão. Noel Lenski pensa que Arrabanes pode ser associado a Vaanes, o Apóstata citado na obra de Fausto, o Bizantino, enquanto Ferdinand Justi pensa que pudesse ser o Carano citado na mesma obra. Já Nicholas Adontz, porém, sugeriu que fosse o Musel I citado em Fausto.